# 미이라의 유령
미이라의 유령(The Mummy's Ghost)은 미국에서 제작된 레지널드 르 보그 감독의 1944년 공포 영화이다. 존 캐러딘 등이 주연으로 출연하였다.

## 출연

### 주연
- 존 캐러딘
- 로버트 로워리

### 조연
- 램지 에이미스
- 바톤 맥레인
- 조지 주코
- 프랭크 레이처
- 해리 섀넌
- 이멧 보겐
- 레스터 샤프
- 클레르 휘트니
- 오스카 오쉐아
- 론 채니 주니어
- 스티브 바클레이
- 데이비드 브루스
- 캐롤라인 쿠크
- 베스 플라워스
- 페이 홀더니스
- 미라 맥키니
- 잭 락웰
- 잭 C. 스미스
- 피에트로 소소
- 이반 트리에졸트
- 도로시 본
- 칼 버넬
- 마샤 빅커스
- 에디 월러
- 안소니 워드

## 제작진
- 세트: 러셀 A. 고스맨
- 세트: 리 스미스
- 의상: 베라 웨스트
- Ass-PD: 벤 피버